# Драгутин Цигарчић
Драгутин Цигарчић (Врање, 1922 — Београд, 1985) је био српски сликар.

## Биографија
Дипломирао је на Факултету ликовних уметности Универзитета уметности у Београду 1946. Студије и специјални течај је завршио код Марка Челебоновића 1949. године. Био је сарадник у Мајсторској радионици Мила Милуновића и професор на Школи за индустријско обликовање. Члан Удружења ликовних уметника Србије је постао 1949.
Припадао је групама „Самостални” и „Децембарска група”. Боравио је у Француској као стипендиста француске владе и стипендиста фонда „Моша Пијаде”. Радио је као професор у школи за индустријско обликовање. Приређивао је самосталне изложбе у музеју Цептер педесетих година уводивши тако југословенску ликовну културу у европске токове после прекида насталог цензуром социјалистичког реализма.
Заједно са бројним сликарима своје генерације обнављао је савремено стваралаштво након Другог светског рата у Југославији најпре на поукама међуратног високог модернизма, био је искључиво заинтересован за поетику ликовног интимизма. Променом друштвене климе након победе револуције и током социјалистичке изградње променио се и друштвени укус који су диктирали корифеји обнове међу уметницима, критичарима, у часописима и новоформираним институцијама пре свега окупљених око Музеја савремене уметности у Београду, тај круг стваралаца и интелектуалаца је обележио шесту деценију, међу њима је био и Драгутин Цигарчић.